# Terrerol de jaça
El terrerol de jaça (Agaricus bisporus var. bisporus), també conegut per camperol dels fems i xampinyó, és un rubiol del grup dels terrerols. És una espècie comestible, la varietat cultivada de la qual és el xampinyó (Agaricus bisporus var. albidus).

## Taxonomia
Va ser descrit per J.E. Lange com Psalliota hortensis var. bispora El seu nom específic bisporus significa 'dues espores'.

## Il·lustracions
JE Lange 

## Descripció
Bolet de mida petita a mitjana; barret inicialment hemisfèric, més tard convex aplanat; de fins a 12 cm de diàmetre; superfície amb esquames adherides, brunes, sobre un fons pàl·lid.
Làmines denses, rosa pàl·lid de joves, més tard de brunes a xocolata, aresta blanca.
Cama de cilíndrica a lleugerament clavada, de fins a 6 cm de longitud, llisa, blanquinosa; anell flocós, ínfer, sempre complex.
Carn blanca, bru rosada al tall, especialment a la part apical de la cama; olor agradable, tast suau, dolç.

## Distribució i hàbitat
En pastures, parcs, camps de cultiu femats, jardins, marges de camins, munts de fems. Des dels Pirineus al litoral, Mallorca, Menorca D'estiu a principis d'hivern. Ocasional.

## Espècies semblants
Altres espècies que tenen la característica del vermelliment de la carn de la part apical de la cama, el barret brunenc en part o totalment i que no grogeja al frec:
- Rubiol de sang de cama llanosa (Agaricus lanipes), de cama més curta que el barret i ornamentada amb flocs brunencs
- Rubiol de sang de Bohus (Agaricus bohusii), de barret amb esquames erectes.
- Terrerol tigrat (Agaricus subperonatus), de barret cobert per grans esquames brunes, adherides.

## Comestibilitat
Espècie comestible, excel·lent, no consumir els exemplars més adults ni els que apareixen en llocs amb molts nitrats